# Carlos Luis de Ribera y Fieve

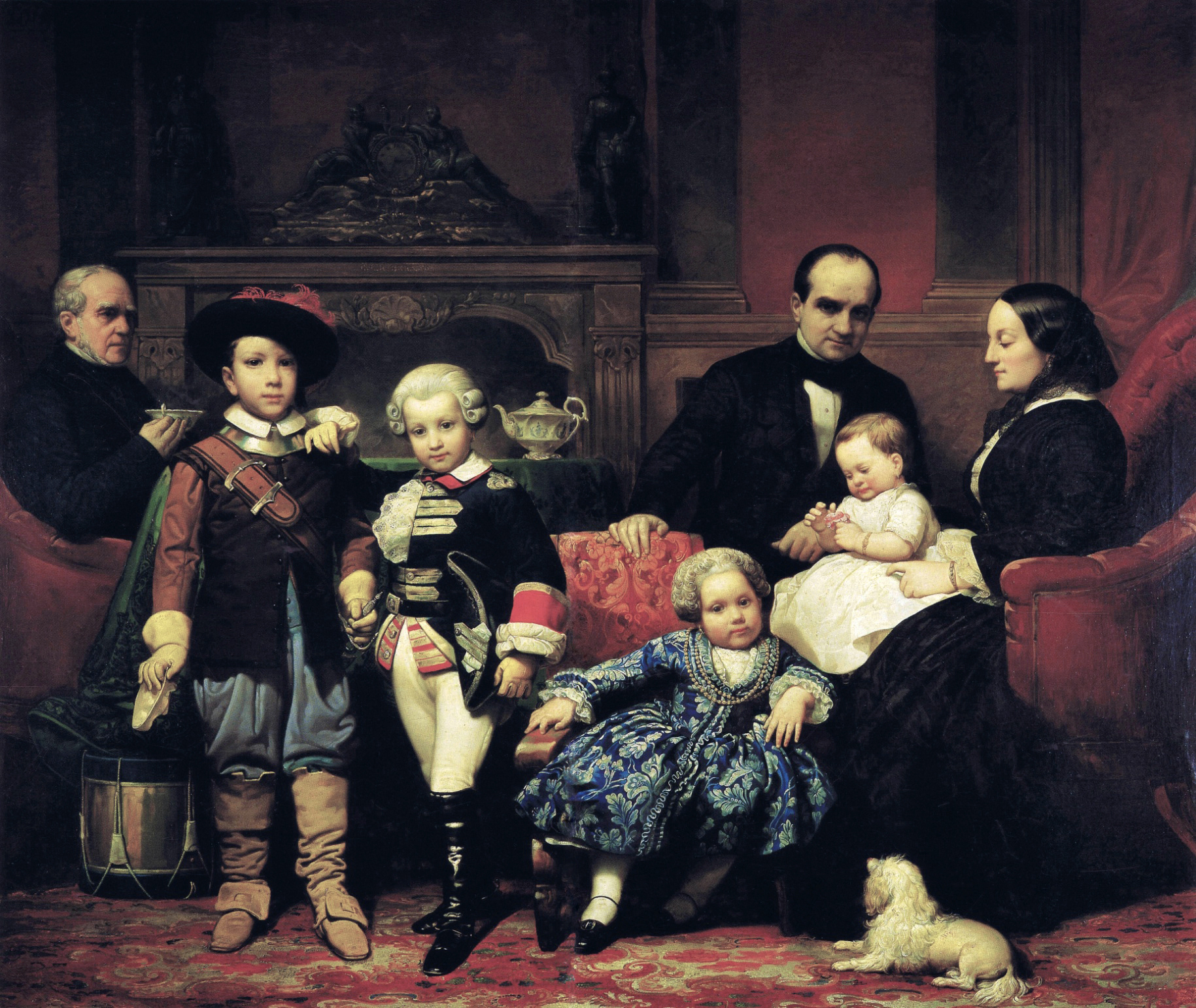
La Familia de Gregorio López Mollinedo, 1854.

Carlos Luis de Ribera y Fieve – hiszpański malarz, syn neoklasyka Juana Antonia Ribera.
Jego ojciec był nadwornym malarzem Karola IV i Marii Ludwiki. Rodzina cieszyła się względami para królewskiej, która została rodzicami chrzestnymi Carlosa Luisa. Studiował w Królewskiej Akademii Sztuk Pięknych św. Ferdynanda w Madrycie. Mając 15 lat zdobył pierwszą nagrodę akademii za obraz Vasco Núnez de Balboa. Studiował również w Rzymie i w Paryżu, gdzie poznał Paula Delaroche.
W 1835 r. został profesorem Akademii Św. Ferdynanda. Od 1846 r. był nadwornym malarzem Izabeli II. Malował obrazy o tematyce historycznej (Don Rodrigo Calderón camino del cadalso, La Toma de Granada por los Reyes Católicos) i religijnej (La conversión de San Pablo, La Asunción de la Virgen) oraz portrety. Pracował przy dekoracji wnętrz Palacio de las Cortes oraz Królewskiej Bazyliki San Francisco el Grande.

## Wybrane dzieła
- Retrato de Isabel II, niña
- Infanta Isabel Fernandina de Borbón, 1852.
- Retrato de niña con fondo de paisaje, 1847.
- Una dama con un niño en brazos, 1849.
- Magdalena Parrella y su hija Eloísa de Tapia, 1850.
- Retrato de Nieves Solís, 1864.
- Don Rodrigo Calderón camino del cadalso
- La Toma de Granada por los Reyes Católicos
- La Familia de Gregorio López Mollinedo
- La conversión de San Pablo
- La Asunción de la Virgen